# Мотохово
Мотохово — деревня в Пчевском сельском поселении Киришского района Ленинградской области.

## История
В 1701 году в Мотохове была освящена первая деревянная церковь во имя рождества Иоанна Предтечи. В 1730 году она сгорела. В 1731 году на её месте была построена вторая деревянная церковь во имя Рождества Иоанна Предтечи.
Село Матохово упоминается на карте Санкт-Петербургской губернии 1792 года А. М. Вильбрехта.
На карте Санкт-Петербургской губернии Ф. Ф. Шуберта 1834 года упоминается как село Мотохово, состоящее из 69 крестьянских дворов.

МОТОХОВО — село принадлежит Казённому ведомству, число жителей по ревизии: 150 м. п., 146 ж. п.
 В оном церковь деревянная во имя Св. Иоанна Предтечи. (1838 год)

В 1852 году, ввиду ветхости деревянной церкви, был построен новый каменный храм во имя Иоанна Предтечи.

МОТОХОВО — село Ведомства государственного имущества, по просёлочной дороге, число дворов — 78, число душ — 178. (1856 год)

МОТОХОВО — село казённое при речке Чёрной и ручье Ключном, число дворов — 82, число жителей: 219 м. п., 185 ж. п.;
 Церковь православная. Часовня. Сельское училище. Обывательская станция . (1862 год)

Позднее сборник Центрального статистического комитета описывал село так:

МОТОХОВО — село бывшее государственное, дворов — 71, жителей — 422; церковь православная, школа, 2 лавки. (1885 год)

В конце XIX века село административно относилась ко 2-му стану Новоладожского уезда Санкт-Петербургской губернии, в начале XX века — к Городищенской волости 5-го земского участка 1-го стана.

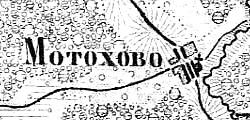
Село Мотохово на карте 1915 года

Согласно карте Петроградской и Новгородской губерний 1915 года в селе Мотохово находилась часовня.
Согласно данным переписи населения СССР 1926 года в селе Мотохово проживали 515 человек — все русские. 
В 1931 году в селе был организован колхоз «Перелом».
Согласно карте Ленинградской области Северо-западного аэрогеодезического треста ГГУ издания 1932 года село насчитывало 51 крестьянский двор. В селе находилась часовня и ветряная мельница.
По данным 1933 года село Мотохово являлось административным центром Мотоховского сельсовета Киришского района, в который входили 4 населённых пункта: деревни Андрианково, Дубняги, Пчевушка и само село Мотохово, общей численностью населения 1078 человек.
По данным 1936 года в состав Мотоховского сельсовета с центром в деревне Мотохово входили 4 населённых пункта, 205 хозяйств и 4 колхоза.

План села Мотохово. 1937 год

Согласно топографической карте РККА 1937 года село насчитывало 87 крестьянских дворов. В селе находись сельсовет, почта, школа и церковь, работал колхоз «Перелом». 
Согласно данным переписи населения СССР 1939 года в селе Мотохово проживали 189 мужчин и 213 женщин, всего 402 человека.
По данным 1966 года деревня Мотохово также входила в состав Мотоховского сельсовета.
По данным 1973 и 1990 годов деревня Мотохово входила в состав Пчевского сельсовета.
В 1997 году в деревне Мотохово Пчевской волости проживали 139 человек, в 2002 году — 102 человека (русские — 99 %).
С 2006 года деревня входит в состав Пчевского сельского поселения.
В 2007 году в деревне проживали 126 человек.

## География
Деревня расположена в центральной части района на автодороге 41К-549 (Пчева — Дубняги).
Расстояние до административного центра поселения — 19 км.
Расстояние до ближайшей железнодорожной станции Глажево — 28 км.
Деревня находится на левом берегу реки Ключна.

## Демография
| 1862 | 2007 | 2010 | 2017 |
| ---- | ---- | ---- | ---- |
| 404  | ↘126 | ↘86  | ↗128 |

### Национальный состав
Согласно данным Всероссийской переписи населения 2021 года в деревне проживали 90 человек, из них:
 русские — 86, остальные национальность не указали.

## Достопримечательности
- Церковь Рождества Иоанна Предтечи. Первая деревянная церковь во имя Рождества Иоанна Предтечи была построена в 1701 году, сгорела в июле 1730 года, в 1731 году построена новая деревянная церковь. Каменная церковь, заменившая старую деревянную постройку, была построена в 1852 году. Приделов было три: во имя Иоанна Предтечи, Великомученика Георгия и Покрова Пресвятой Богородицы. Закрыта в 1938 году[26]. В 1899 году в её приходе состояли: село Мотохово, деревни Новинка, Дубняги, Иконово, Дуняково, Пчевушка, Витка, Андреянково, Панихино (320 дворов, 807 мужчин, 911 женщин)[27].

## Улицы
Кооперативная, Октябрьская, Первомайская.